# Бен-Ари, Мейрав
Мейра́в Бен-Ари́ (ивр. מירב בן-ארי‎; род. 13 ноября 1975, Раанана, Центральный округ) — израильский политик, депутат кнессета 20-го созыва от партии «Кулану», в кнессете 24-25 созыва — от партии Еш атид.

## Биография
Мейрав Бен-Ари родилась в Раанане и в детстве перебралась с семьей в Нетанию. Её отец, Рафаэль Бен-Ари (первоначально Аюби), репатриант из Ирана, а её мать, Эстер Бен-Ари (урожденная Саадон), уроженка Израиля ливийско-еврейского происхождения. Во время службы в Армии Обороны Израиля Мейрав проходила службу в Корпусе образования и молодежи, а её последней должностью была должность сотрудника по вопросам образования бригады «Голани». Получила степень бакалавра в области права и государственного управления, а в дальнейшем степень магистра в области делового администрирования в Междисциплинарном центре в Герцлии. С 2003 по 2004 год она была главой студенческого союза в колледже.
В 2005 году она приняла участие в реалити-шоу «Нужен лидер». Она выиграла конкурс, получив как основной приз пять миллионов шекелей. На местных выборах 2013 года она была четвёртой в списке «Ров Ха-Ир» в городской совет Тель-Авива. Она была избрана в совет и получила должность в городском совете по продвижению молодежи.
Перед выборами 2015 года она вступила в новую партию «Кулану» и заняла десятое место в её списке. Партия «Кулану» получила на выборах десять мест и Мейрав прошла в члены Кнессета.
В кнессете 24-го созыва (апрель 2021-ноябрь 2022) и 25-го созыва (с ноября 2022) в составе фракции Еш Атид.
В настоящее время она живёт в Тель-Авиве. У неё есть дочь.